# CDサカテペク
クルブ・アトレティコ・サカテペク（スペイン語: Club Atlético Zacatepec）は、メキシコ南部、モレロス州の都市サカテペクを本拠地としていたサッカークラブである。プリメーラ・ディビシオンで2回の優勝経験がある。

## ユニフォームの変遷

### ホーム
| 1948 | 1955 | 1965 | 1970 | 1997 | 1980 | 2002 | 2003 | 2010 |  |

### アウェイ
| 1948 | 1955 | 1965 | 1970 | 1980 | 1996 | 2002 | 2003 | 2010 |  |

## タイトル
プリメーラ・ディビシオン: 2回
- 1954-55, 1957-58

コパ・メヒコ: 2回
- 1956-57, 1958-59

カンペオン・デ・カンペオーネス: 1回
- 1958

セグンダ・ディビシオン: 5回
- 1950-51, 1962-63, 1969-70, 1977-78, 1983-84

## 歴代所属選手
GK
- パブロ・ラリオス

DF
- ロベルト・カルロス・コルテス

MF
- アマド・ゲバラ